# (3801) Фрасимед
(3801) Фрасимед (лат. Thrasymedes, др.-греч. Θρασυμήδης) — типичный троянский астероид Юпитера, движущийся в точке Лагранжа L4, в 60° впереди планеты. Астероид был открыт 6 ноября 1985 года в рамках проекта Spacewatch в обсерватории Китт-Пик и назван в честь одного из героев Троянской войны.

Орбита астероида Фрасимед и его положение в Солнечной системе